# Gommerville, Seine-Maritime

Gommerville este o comună în departamentul Seine-Maritime, Franța. În 1 ianuarie 2022 avea o populație de 740 de locuitori.